# دوناتیا
دوناتیا (نام علمی: Donatia) یک سرده از دو گونهٔ گیاهی بالشتکی از خانوادهٔ ستونیان است. این نام به یاد ویتالیانو دوناتی گیاه‌شناس ایتالیایی است.
دوناتیا در زیرخانواده دوناتیاواران قرار گرفته است که توسط جوهانس میلدبراد در تک‌نگاشت آرایه‌بندی خانوادهٔ ستونیان در سال ۱۹۰۸ توصیف شده است. این زیرخانواده برای تشخیص تفاوت بین جنس منفرد دوناتیا از پنج جنس معمولی ستونیان ایجاد شد که میلدبراد در زیرخانواده دوناتیاواران قرار داد.
آرایه‌بندی زیرخانواده نشان‌دهندهٔ عدم قطعیت آرایه‌بندی دوناتیا است که در یک نقطه نیز در خاراشکنیان قرار گرفته بود. دوناتیا به اندازه کافی با جنس در ستونیان متفاوت است زیرا دارای پرچم و گل‌برگ آزاد، روزنه‌های پارسیتی و ریخت‌شناسی گرده متمایز از جنس‌های دیگر است. به همین دلیل و تجزیه و تحلیل تبارزایی اخیر بر اساس ژن‌های آربی‌سی‌ال (rbcL)، تلقی جدیدتر دوناتیا را به خانواده خود، دوناتیان، جدا کرده‌اند. تجزیه و تحلیل فیلوژنتیک مولکولی دوناتیا را به‌عنوان یک خواهر-گروه برای ستونیان قرار داده است، بنابراین ستونیان را به‌عنوان یک خانواده تک‌تباری باقی می‌گذارد.
سه سال پس از انتشار زیرخانواده دوناتیان توسط میلدبراد، نویسندگان دیگر شروع به زیر سؤال بردن این مکان کردند و برای به رسمیت شناختن دوناتیان استدلال کردند. در سال ۱۹۱۵، کارل اسکوتسبرگ رسماً دوناتیان را منتشر کرد. سیستم ای‌جی‌پی دوم (APG II) گنجاندن دوناتیا در ستونیان را توصیه کرد، اما امکان شناسایی اختیاری خانواده دوناتیان را فراهم کرد. سیستم ای‌جی‌پی سوم (APG III) دوناتیان را با ستونیان ادغام می‌کند. دو گونه در این جنس محدوده جغرافیایی وسیعی را نشان می‌دهند. دوناتیا نیوزیلندی در مناطق آلپ و زیر آلپ نیوزیلند و تاسمانی یافت می‌شود در حالی که دوناتیا نیوزیلندی D. fascicularis بومی زیستگاه‌های مشابه در جنوب آمریکای‌جنوبی تا عرض جغرافیایی ۴۰ درجه جنوبی است.
در شیلی دوناتیا بقچه‌ای، همراه با آستلیا پومیلا، در خلاش‌های بالشتکی که در مناطقی که در معرض سواحل اقیانوس آرام قرار دارند، غالب است. به این ترتیب معمولاً همراه با خزه پوده‌زار که تمایل به رشد کمی بیشتر در داخل دارد، یافت نمی‌شود.